# Dampierre-en-Bresse
Dampierre-en-Bresse é uma comuna francesa na região administrativa de Borgonha-Franco-Condado, no departamento Saône-et-Loire. Estende-se por uma área de 11,21 km². Em 2010 a comuna tinha 173 habitantes (densidade: 15,4 hab./km²).